# Vernonia sechellensis
Vernonia sechellensis — вид рослин з підродини цикорієвих (Cichorioideae). Його не бачили з моменту його першого відкриття на острові Мае в 1874 році. Він був ендеміком Сейшельських островів. 
Цей вид населяв первинний ліс. Масштабна суцільна вирубка Мае на початку 20 століття знищила майже весь первинний ліс.
Vernonia sechellensis була дуже маленьким кущиком, що досягав лише близько 1.2 метра у висоту.